# Javier Cobián Salgado
Francisco Javier Cobián Salgado, nacido en La Estrada el 7 de febrero de 1944y fallecido en Pontevedra el 28 de agosto de 2021,fue un gestor administrativo y político gallego.

## Trayectoria
Se trasladó con su familia a Pontevedra cuando era niño. Mientras el padre estaba enfermo la madre se hizo cargo del negocio familiar, una gestoría administrativa. Terminó sus estudios preuniversitarios y preparó oposiciones. Las aprobó y empezó a trabajar como ayudante técnico fiscal en Vigo, pero pronto se trasladó a Pontevedra. Posteriormente empezó a trabajar en la gestoría familiar en Pontevedra, junto con su hermano. La gestoría estaba ubicada en la Glorieta de Compostela.
Miembro del Partido Popular, se presentó como cabeza de lista de ese partido en las elecciones municipales de 1987, después de que el alcalde José Rivas Fontán decidiera presentarse como independiente, pero quedó tercero detrás del propio Fontán, que revalidaría la alcaldía, y del PSOE. Sin embargo, ya con Rivas Fontán fuera de carrera, en las elecciones municipales de 1991 encabezó la candidatura popular y fue elegido alcalde de Pontevedra, cargo que ocupó de 1991 a 1995 en representación del Partido Popular de Galicia.
Presidió la comisión para el Campus Universitario de Pontevedra, parte del Sistema Universitario de Galicia. Durante su mandato el cuartel de San Fernando se transformó en Facultad de Bellas Artes. Tras un enfrentamiento con Manuel Fraga por la ubicación de la Escuela de Ingeniería Forestal, abandonó la política y no se presentó a la reelección en las siguientes elecciones municipales. Tras dejar la alcaldía regentó una gestoría en Vigo, donde continuó colaborando hasta su muerte.

## Vida personal
Se casó con Teresa Mosquera Pérez en Vigo y fue padre de Mónica, María y Cayetana Cobián Mosquera.
| Predecesor: José Rivas Fontán | Alcalde de Pontevedra 1991-1995 | Sucesor: Juan Luis Pedrosa Fernández |